# Радченко Олена Вікторівна
Олена Вікторівна Радченко (21 травня 1973, Бровари) — українська гандболістка, призер Олімпійських ігор.

## Біографія
У другому класі школи пішла на гімнастику, але там її побачив тренер Віктор Бригадир і переманив на гандбол. У п'ятому класі перейшла зі звичайної школи до спортивного інтернату.
Виборола олімпійську медаль на афінській Олімпіаді в складі збірної України з гандболу.

## Титули
- Чемпіонка України (1): 1996
- Чемпіонка Румунії (1): 2002 р
- Чемпіонка Македонії (3): 2003, 2004. 2005
- Фіналістка Ліги чемпіонів (1): 2005